# Wendy Schaeffer
Wendy Schaeffer (ur. 16 września 1974) – Australijka uprawiająca jeździectwo sportowe. Najmłodsza zdobywczyni złotego medalu z Letnich Igrzysk Olimpijskich w Atlancie w 1996 roku w zawodach jeździeckich.
Odnosiła sukcesy we Wszechstronnym Konkursie Konia Wierzchowego. Na igrzyskach olimpijskich w 1996 roku wywalczyła złoto w trzydniowym konkursie drużynowym razem z Phillipem Duttonem, Andrew Hoyem i Gillian Rolton. Startowała na koniu Sunburst. Razem z drużyną została wyróżniona wprowadzeniem do Australia Hall of Fame w 2005 roku.